# Naturwaldreservat

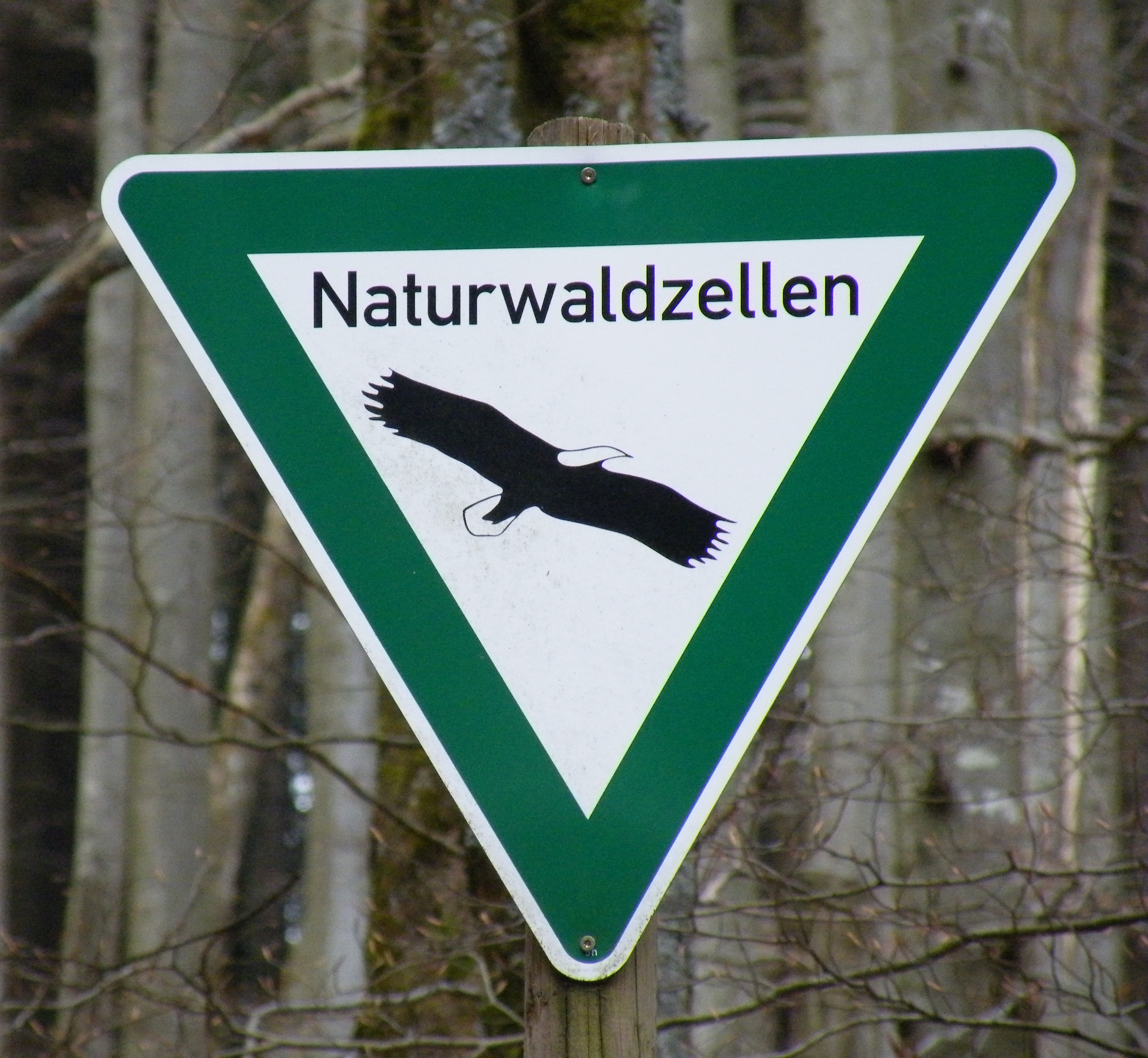
Schild Naturwaldzellen im Naturschutzgebiet Hunau - Langer Rücken - Heidberg

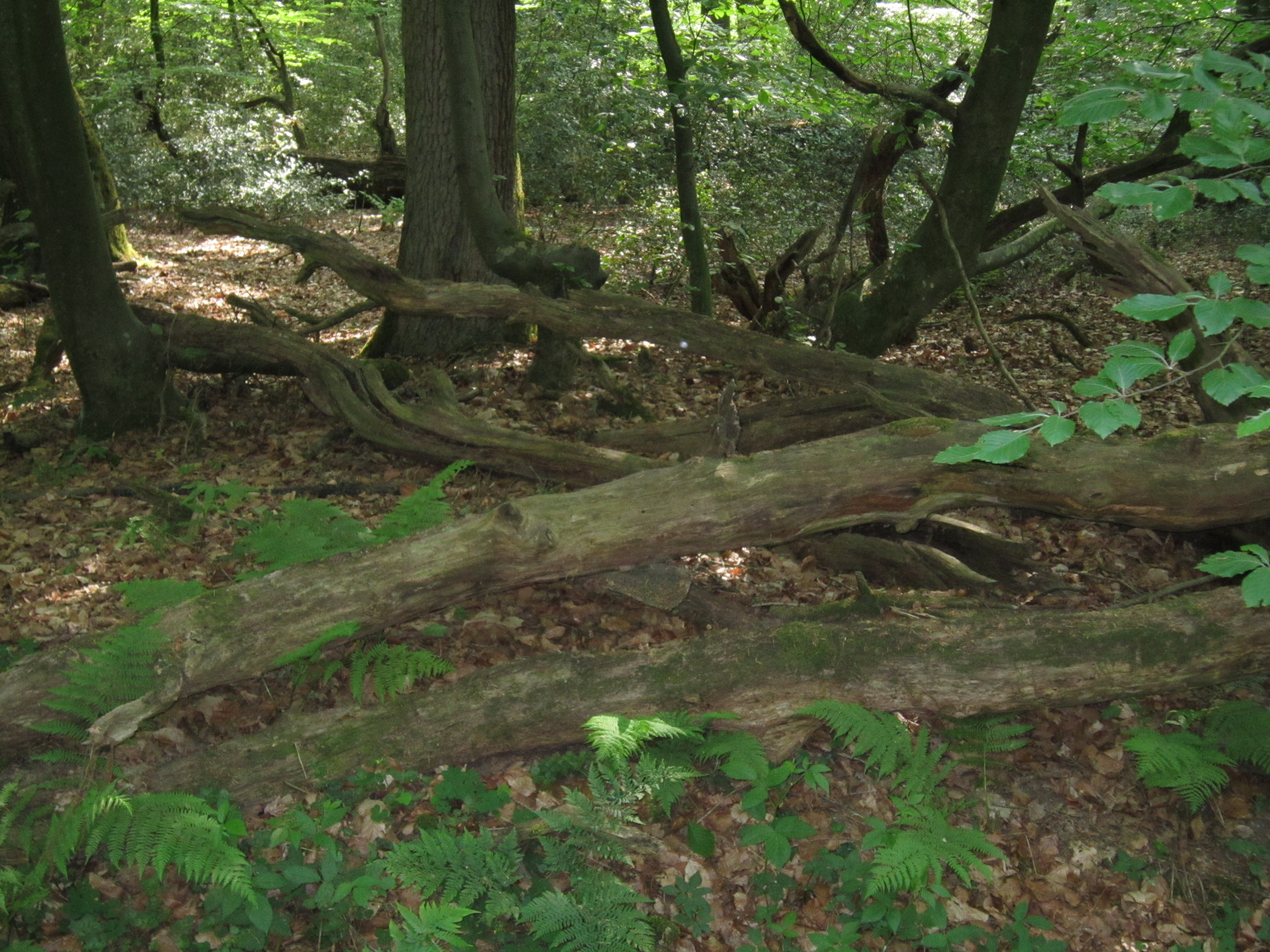
Naturwald Herrenholz in Goldenstedt (Niedersachsen)

Als Naturwaldreservat (NWR) werden größere Waldgebiete ausgewiesen, in denen die Entnahme von Holz und sonstige forstwirtschaftliche Nutzungen untersagt sind. Für die Reservate werden länderspezifisch unterschiedliche Bezeichnungen verwendet: Naturwaldreservat, Naturwald, Naturwaldzelle, Naturwaldparzelle, Bannwald, Totalreservat, Prozessschutzfläche.

## Grundlagen
Ein Naturwaldreservat wird im Wesentlichen der natürlichen Entwicklung überlassen, so dass im Idealfall nach längerer Zeit wieder urwaldähnliche Strukturen entstehen. Ihre Ausweisung ist neben Naturschutz an sich in erster Linie von wissenschaftlichem Interesse. Es wird versucht, alle wichtigen Waldtypen in Reservaten repräsentiert zu haben.
Im Zusammenhang mit der Frage nach der natürlichen Waldentwicklung ohne Eingriffe des Menschen hatte der Forstwissenschaftler Herbert Hesmer im Jahr 1934 vorgeschlagen, von allen Waldgesellschaften möglichst naturnahe Teile zwischen etwa fünf bis 20 Hektar Größe als so genannte „Naturwaldzellen“ auszuscheiden, die von jeder wirtschaftlichen Nutzung ausgenommen und lediglich als Forschungs- und Demonstrationsobjekte dienen sollten. Hesmers Anregung wurde jedoch erst nach dem  Zweiten Weltkrieg aufgrund gesetzlicher Grundlagen in die Tat umgesetzt. In ihrer modernen Form gehen sie auf Initiative des Forstwissenschaftlers Hans Leibundgut (Schweiz) und dessen Schüler Hans Lamprecht (Deutschland) zurück.
Betreut werden die Naturwaldreservate am European Forest Institute (EFI) in Joensuu, Finnland und Barcelona, Spanien. Das Netzwerk hat 25 Mitgliedsstaaten, die die EFI-Konvention unterzeichnet haben, und um die 130 Mitgliedsorganisationen in 36 Ländern. Das EFI betreut auch eine Naturwaldreservate-Datenbank.

## Nationales

### Deutschland
In Deutschland gibt es insgesamt 746 Naturwaldreservate mit einer Gesamtfläche von 36.016 Hektar (Stand: November 2021). Damit sind 0,3 Prozent des Waldes in Deutschland, der insgesamt eine Fläche von rund 11,4 Millionen Hektar umfasst, als Naturwaldreservat ausgewiesen.
| Bundesland             | Liste                                                  | Bezeichnung der Naturwaldreservate          | Anzahl der Naturwaldreservate | Gesamtfläche der Naturwaldreservate       |
| ---------------------- | ------------------------------------------------------ | ------------------------------------------- | ----------------------------- | ----------------------------------------- |
| Baden-Württemberg      | Liste der Bannwälder in Baden-Württemberg              | Bannwald                                    | 129                           | 9.668 ha                                  |
| Bayern                 | Liste der Naturwaldreservate in Bayern                 | Naturwaldreservat                           | 166                           | 7.575 ha                                  |
| Brandenburg            | Liste der Naturwaldreservate in Brandenburg            | Naturwaldreservat                           | 27                            | 783 ha                                    |
| Hamburg                | Liste der Naturwaldreservate in Hamburg                | Schutzwald                                  | 4                             | 37 ha                                     |
| Hessen                 | Liste der Naturwaldreservate in Hessen                 | Naturwaldreservat – ausgeschildert Bannwald | 31                            | 1.226 ha (hinzu kommen Vergleichsflächen) |
| Mecklenburg-Vorpommern | Liste der Naturwaldreservate in Mecklenburg-Vorpommern | Naturwaldreservat                           | 35                            | 1.404 ha                                  |
| Niedersachsen          | Liste der Naturwaldreservate in Niedersachsen          | Naturwald                                   | 107                           | 4.576 ha                                  |
| Nordrhein-Westfalen    | Liste der Naturwaldreservate in Nordrhein-Westfalen    | Naturwaldzelle                              | 75                            | 1.677 ha                                  |
| Rheinland-Pfalz        | Liste der Naturwaldreservate in Rheinland-Pfalz        | Naturwaldreservat                           | 54                            | 2.043 ha                                  |
| Saarland               | Liste der Naturwaldreservate im Saarland               | Naturwaldzelle                              | 16                            | 1.161 ha                                  |
| Sachsen                | Liste der Naturwaldreservate in Sachsen                | Naturwaldzelle                              | 8                             | 303 ha                                    |
| Sachsen-Anhalt         | Liste der Naturwaldreservate in Sachsen-Anhalt         | Naturwaldzelle                              | 20                            | 1.008 ha                                  |
| Schleswig-Holstein     | Liste der Naturwaldreservate in Schleswig-Holstein     | Naturwaldzelle                              | 16                            | 516 ha                                    |
| Thüringen              | Liste der Naturwaldreservate in Thüringen              | Naturwaldparzelle                           | 58                            | 4.040 ha                                  |
| Deutschland gesamt     |                                                        | Naturwaldreservat                           | 746                           | 36.016 ha                                 |

In Bayern wurde bereits 1773 eine erste Verordnung zum Erhalt und der Pflege der Bäume und Waldschutzstreifen entlang der Straßen beschlossen, welche laufend ergänzt und verbessert wurde. Am 9. September 1855 erging eine Entschließung, die dem Forstpersonal zur Pflicht machte, jede Beschädigung oder Zerstörung von „Naturmerkwürdigkeiten“ zu verhindern. Am 8. Oktober 1884 wurden erstmals alle Naturmerkwürdigkeiten Bayerns inventarisiert, allerdings nicht veröffentlicht. 1978 wurden dann 135 Naturwaldreservate mit einer Gesamtfläche von rund 5.000 Hektar ausgewiesen. Im Bayerischen Waldgesetz ist vorgesehen, dass natürliche oder weitgehend natürliche Waldflächen als Naturwaldreservate eingerichtet werden können. Sie sollen die natürlichen Waldgesellschaften landesweit repräsentieren und der Erhaltung und Erforschung solcher Wälder sowie der Sicherung der biologischen Vielfalt dienen. Heute gibt es in Bayern 166 Naturwaldreservate mit einer Gesamtfläche von 7.575 Hektar. Sie liegen überwiegend im Staatswald, sechs Reservate befinden sich im Kommunalwald und vier im privaten Eigentum. Die durchschnittliche Größe der bayerischen Naturwaldreservate beträgt 45 Hektar. Weitere nutzungsfreien Waldflächen befinden sich in den beiden bayerischen Nationalparken Bayerischer Wald und Berchtesgaden sowie in den Naturwaldflächen im Staatswald. Die Koordination der Naturwaldreservatsforschung in Bayern liegt bei der Bayerischen Landesanstalt für Wald und Forstwirtschaft.

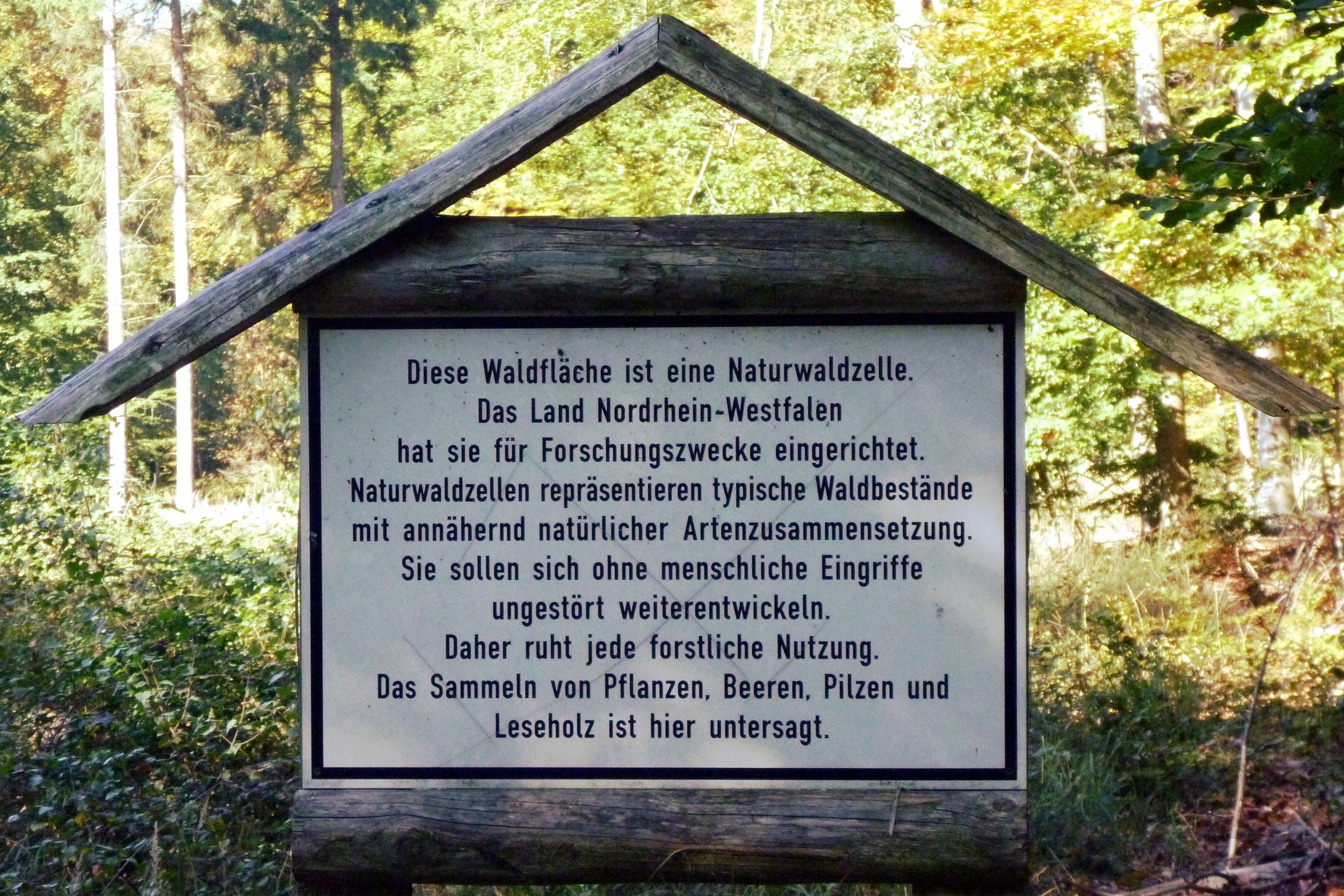
Erläuterung im Naturschutzgebiet Königsforst (Nordrhein-Westfalen)
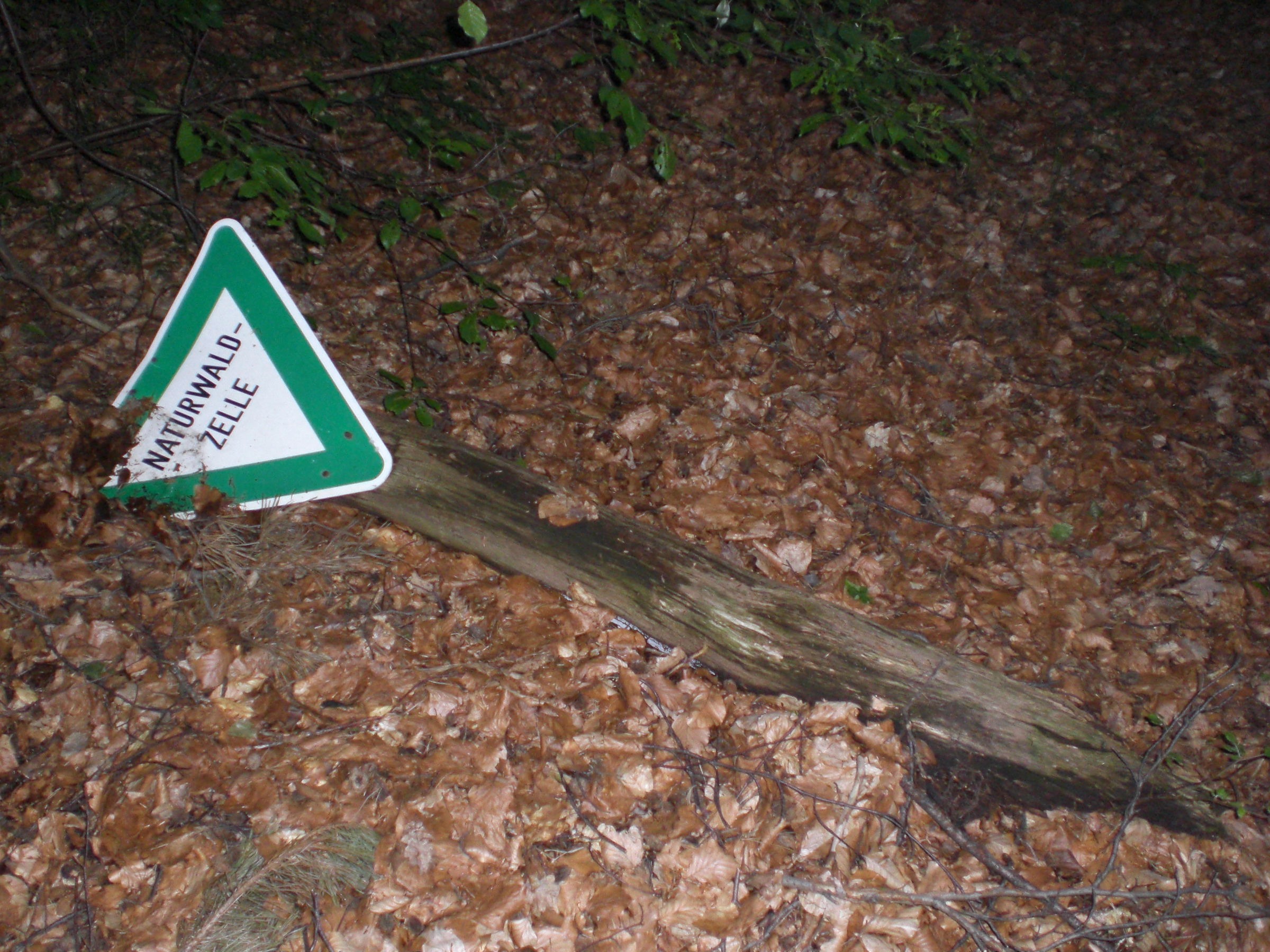
Hinweisschild mit verrottetem Pfahl im Jägersburger Moor (Saarland)
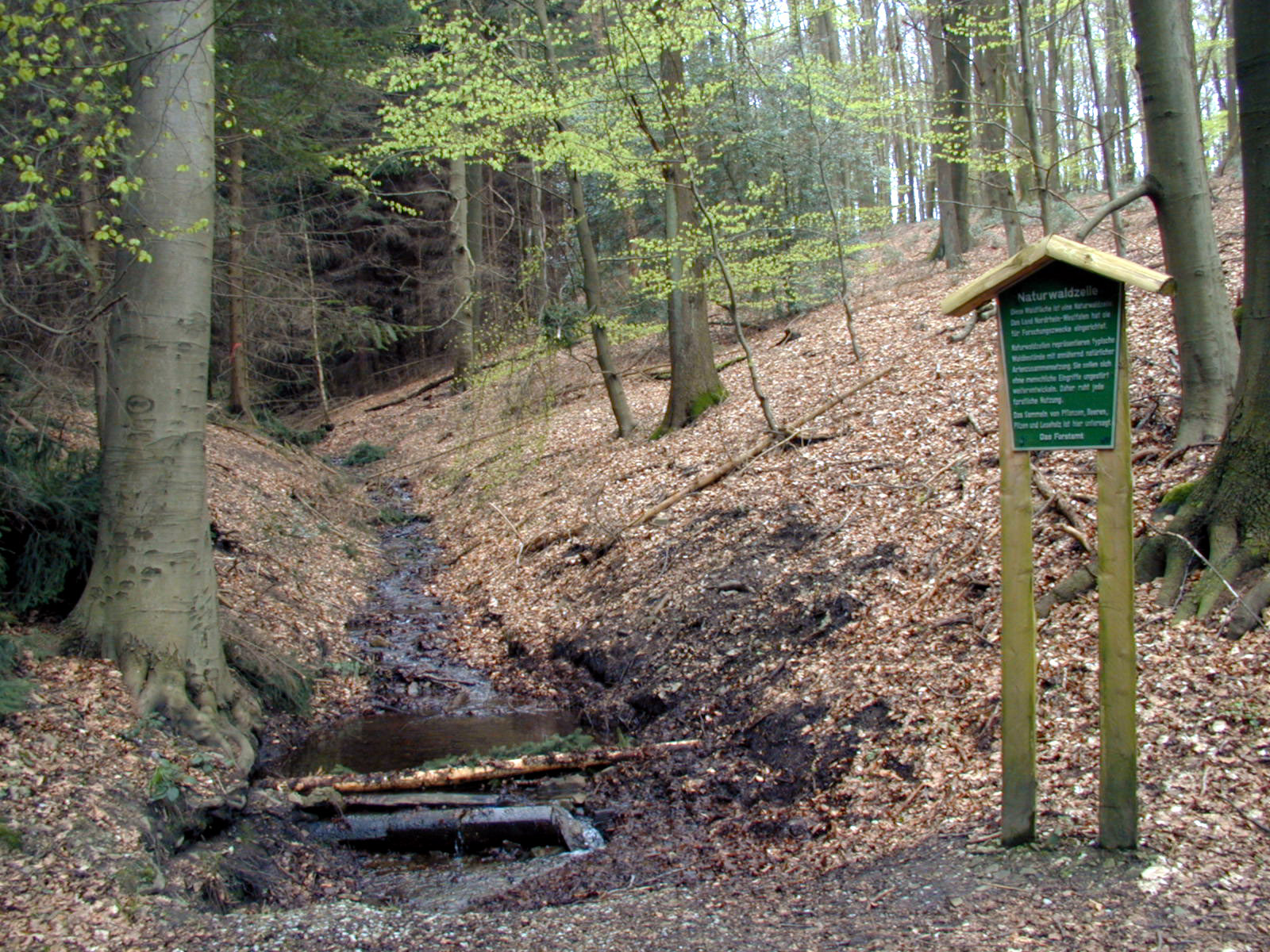
Naturwaldzelle Meersiepenkopf östlich der Wupper im Staatsforst Burgholz

### Österreich
| Bundesland                     | Anzahl | Fläche in ha |
| ------------------------------ | ------ | ------------ |
| Burgenland                     | 014    | 0204         |
| Kärnten                        | 046    | 1806         |
| Niederösterreich               | 055    | 1628         |
| Oberösterreich                 | 017    | 0219         |
| Salzburg                       | 07     | 0253         |
| Steiermark                     | 016    | 1166         |
| Tirol                          | 024    | 2806         |
| Vorarlberg                     | 09     | 0237         |
| Wien                           | 07     | 084          |
| Quelle/Stand: BMLFUW/BFW, 2015 |        |              |

In Österreich gibt es um die 200 Naturwaldreservate (NWR) mit einer Gesamtfläche von 8.603 Hektar. Das Naturwaldreservate-Programm wird vom Bundesministerium für Land- und Forstwirtschaft, Umwelt und Wasserwirtschaft finanziert und vom Bundesforschungs- und Ausbildungszentrum für Wald, Naturgefahren und Landschaft wissenschaftlich betreut. Das NWR-Programm, das in frühen 1980er-Jahren um die 20 Reservate umfasste, wurde mit Unterzeichnung der Resolutionen der Forstministerkonferenz 1993 in Helsinki (MCPFE 1993, Helsinki-Prozess) auf Bundesebene intensiviert.
Es ist als Vertragsnaturschutz-Modell konzipiert und beruht auf langfristigen (meist 20-jährigen) zivilrechtlichen Verträgen des Bundes mit den Eigentümern. Der Waldeigentümer nimmt freiwillig am NWR-Programm teil; es bleiben Grund und Boden sowie der Waldbestand in seinem Eigentum. Der Waldeigentümer unterlässt Nutzungen, dafür erhält er ein Entgelt. Dieses setzt sich zusammen aus einem fixen Sockelbetrag für den Verwaltungsaufwand und dem Wirtschaftswert des Bestandes. Bei Eingriff in den Wald seitens des Besitzers wird der Vertrag gekündigt, und alle Ausgleichszahlungen müssen zurückgezahlt werden. 68 der Naturwaldreservate, also etwa 1⁄3, stellen die Österreichischen Bundesforste.
Das wichtigste Kriterium für die Auswahl von Flächen ist die Repräsentativität in Abhängigkeit vom Areal der potenziellen natürlichen Waldgesellschaften in den einzelnen Wuchsgebieten. In Österreich kommen 118 EU-Waldgesellschaften in den 22 Wuchsgebieten vor. Ziel ist, alle diese Waldgesellschaften abzudecken, und eine Schutzfläche von 10.000 ha zu erreichen, mit 0,25 % der 4 Mio. ha Wald insgesamt im Vergleich etwa mit der Schweiz relativ wenig.

### Schweiz
In der Schweiz gibt es 1073 Naturwaldreservate, inklusive des Schweizerischen Nationalparks, mit einer Gesamtfläche von 46.199 Hektar, das entspricht 3 Prozent der Schweizer Waldfläche (Stand: 12/2018). Der Schwerpunkt liegt in den Alpen. Das Ziel liegt bei 5 Prozent der Waldfläche und soll im Jahr 2030 erreicht sein. Erste Waldreservate wurden in der Schweiz ab Beginn des 20. Jahrhunderts angelegt: Scatlè (1910), Schweizerischer Nationalpark (1914), Aletschwald (1933).
Die Forschung in den Naturwaldreservaten wird von der Eidgenössischen Forschungsanstalt für Wald, Schnee und Landschaft (WSL) und der ETH Zürich gemeinsam durchgeführt.

### Frankreich
In Frankreich entspricht das Naturwaldreservat in etwa der Réserve biologique intégrale.